# Jakovlev Jak-18

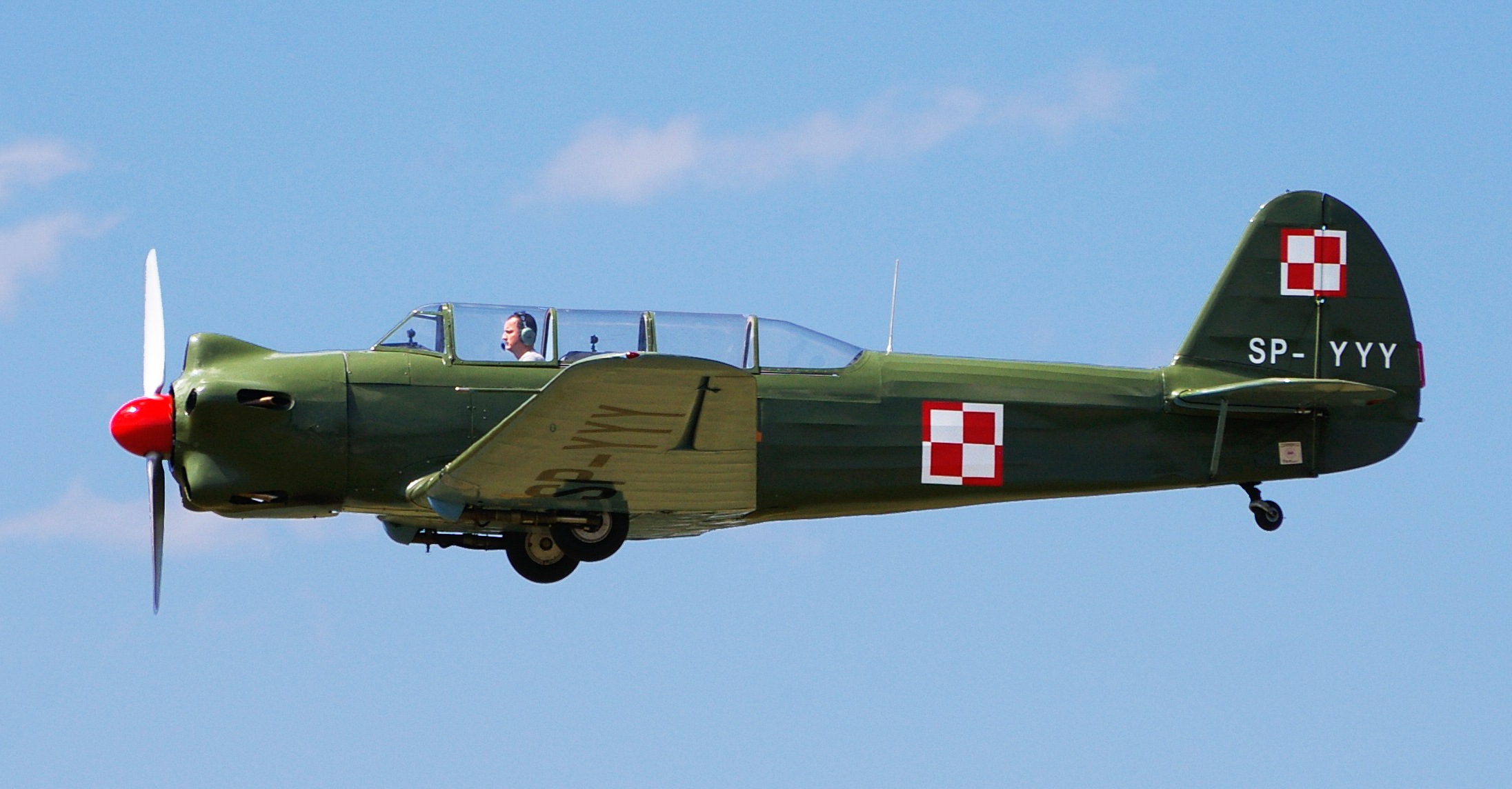
Poolse Jakovlev Jak-18

De Jakovlev Jak-18 (Russisch: Як-18) (NAVO-codenaam: Max) was een militair Sovjet-lesvliegtuig (tandem-tweezitter). Het vliegtuig werd aanvankelijk aangedreven door een 119 kW (160 pk) Sjvetsov M-11FR-1 stermotor en werd in dienst genomen in 1946. In de Volksrepubliek China werd het geproduceerd onder de naam Nanchang CJ-5.

## Ontwerp en ontwikkeling

Schema

Aleksandr Jakovlev behoorde tot de tweede generatie van Russische vliegtuigontwerpers en is het bekendst geworden door zijn ontwerpen voor gevechtsvliegtuigen. Als zodanig hanteerde hij altijd een speciale afdeling voor lichtgewicht vliegtuigen. In mei 1945 startte hij met het ontwerp van de Jak-18-tweezitter, die de oudere Jakovlev UT-2 en Jak-5 van de Luchtmacht van de Sovjet-Unie en de DOSAAF (het paramilitaire Vrijwillig Genootschap voor Samenwerking met de Landmacht, Luchtmacht en Marine, die vliegclubs in de hele Sovjet-Unie sponsorde) moest vervangen. In 1944 werd een geavanceerde versie van de UT-2 (UT-2MV) gebouwd met een omsloten scherm en een vast landingsgestel dat sterk lijkt op dat van de nieuwere Jak-18. Het nieuwe vliegtuig vloog een jaar later (onder de naam UT-2L of Jak-19), aangedreven door een 119 kW (160 pk) Sjvetsov M-11-vijf-cilinder-stermotor en beschikte over een pneumatisch aangedreven inklapbaar hoofdlandingsgestel en een vast staartwiel. Later dat jaar werd het in dienst genomen als oefenvliegtuig. In 1947 begon de serieproductie, die zou voortduren tot 1956. Vanaf 1950 werden ook Jak-18's naar China verzonden als bouwpaketten. In 1954 begonnen de Chinezen kopieën te bouwen onder licentie van de Sovjet-Unie met de aanduiding 'CJ-5'.
Het vliegtuig bereikte haar grootste inzet tijdens de Koreaanse Oorlog, toen de Noord-Koreaanse Luchtmacht het inzette als nachtbommenwerper. De vliegtuigen werden daarbij uitgerust met bomrekken die centraal op de vleugel werden geplaatst en werden ingezet om 's nachts troepenlocaties van de VN te bombarderen. De vijf-cilindermotor deed veel Amerikaanse soldaten denken aan de vroegere met diesel aangedreven wasmachines, wat het toestel de bijnaam: "Washing Machine Charlie" opleverde. Ook de bijnaam "Bed Check Charlie" was in gebruik bij hen. Samen met de Polikarpov Po-2-vliegtuigen zorgden ze voor veel verwoestingen alvorens de Amerikanen nachtgevechtsvliegtuigen inzetten om de toestellen neer te halen.
De Jak-18 wist in 1951 een internationaal snelheidsrecord neer te zetten in de klasse vliegtuigen waarvan zij deel uitmaakte. Joeri Gagarin (eerste mens in de ruimte) en No Kum-Sok (Ken Rowe; Noord-Koreaanse overloper tijdens de Koreaanse Oorlog) gebruikten het toestel voor vliegoefeningen.
Toen later de noodzaak voor oefenvliegtuigen met een conventioneel landingsgestel zich aandiende, liet Jakovlev de Jak-18 uitrusten met een inklapbaar driewielig landingsgestel en een Ivtsjenko AI-14RF stermotor van 224 kW (300 pk) onder de naam Jak-18A. Het ontwerp bleek erg eenvoudig te bouwen en te onderhouden, hetgeen een van de redenen vormde waarom het in 1993 opnieuw in geringe serieproductie werd genomen en het ook nu nog wordt geproduceerd in de varianten Jak-18T en (de tweezitter) Jak-54.
De productie van de oude modellen (tot Jak-18PM/PS) liep door tot 1971, toen 6760 Jak-18 gebouwd waren. Samen met de Jak-18T waren toen ongeveer 8000 toestellen gefabriceerd. De totale Chinese CJ-5-productie van 1954 tot 1958 bedroeg 379 toestellen. Het toestel werd ingezet in de Sovjet-Unie, maar werd ook geëxporteerd naar Afghanistan (veertien in 1957), Albanië (samen met een aantal CJ-6's: 43 stuks), Algerije, Bangladesh, Bulgarije, Cambodja, China, Egypte, Guinee, Hongarije, Irak, Jemen, Laos, Mali, Mongolië, Noord-Korea, Oost-Duitsland, Polen, Roemenië, Somalië, Syrië, Tsjecho-Slowakije, Vietnam en Zambia.
Van het oorspronkelijke model zijn er wereldwijd nog ongeveer veertig exemplaren bekend, waaronder drie die nog in gebruik zijn in Europa en drie in de Verenigde Staten. Elders worden nog een handvol gerestaureerd. De meeste bevinden zich echter in grote luchtvaartmusea.
De CJ-6a, die wordt geproduceerd in China, wordt soms als variant genoemd, maar is in werkelijkheid een compleet ander in China ontworpen vliegtuig (ontworpen in 1957 door Bushi Cheng en gebouwd door het Vliegtuigbouwbedrijf van Nanchang.

## Varianten

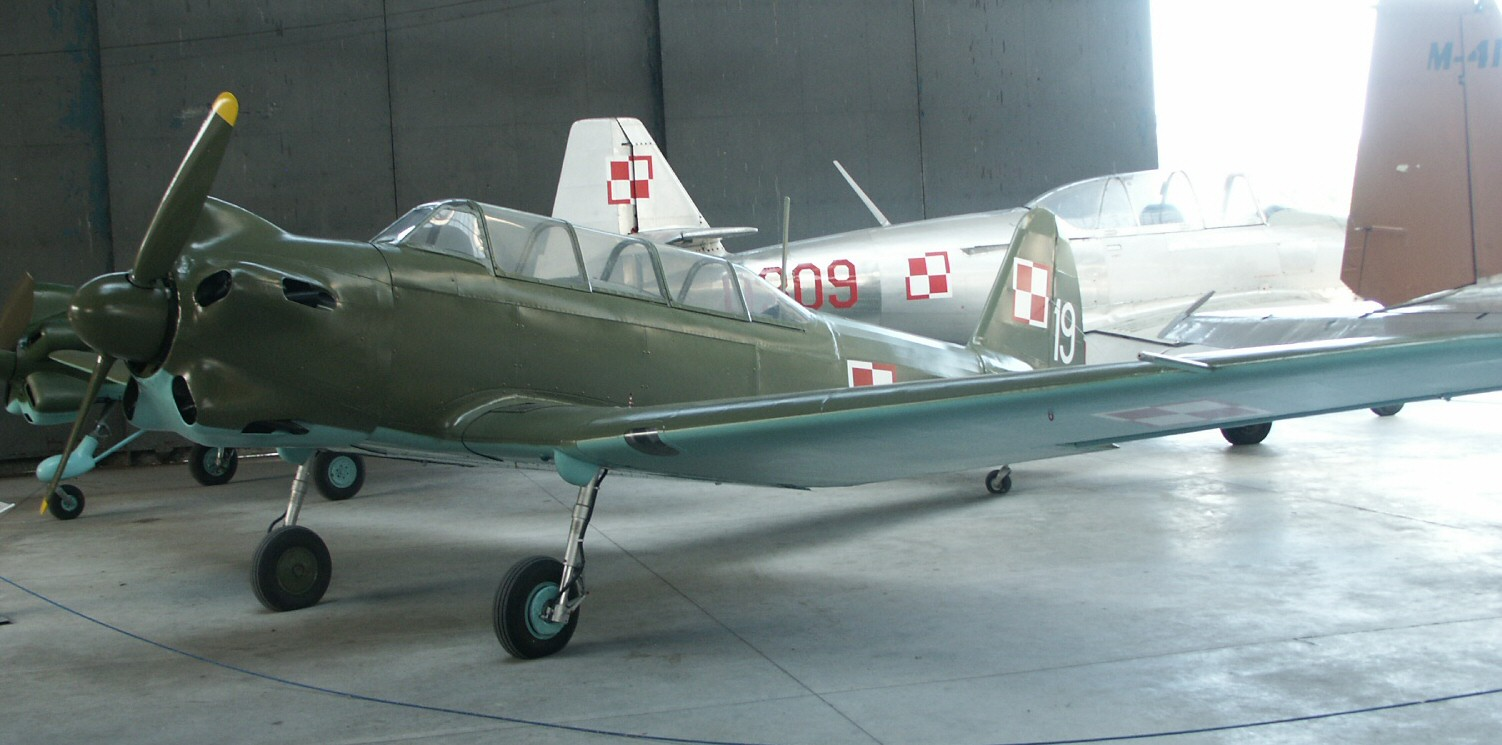
Eerste versie met sterwiel en M-11-motor
(Pools Luchtvaartmuseum)

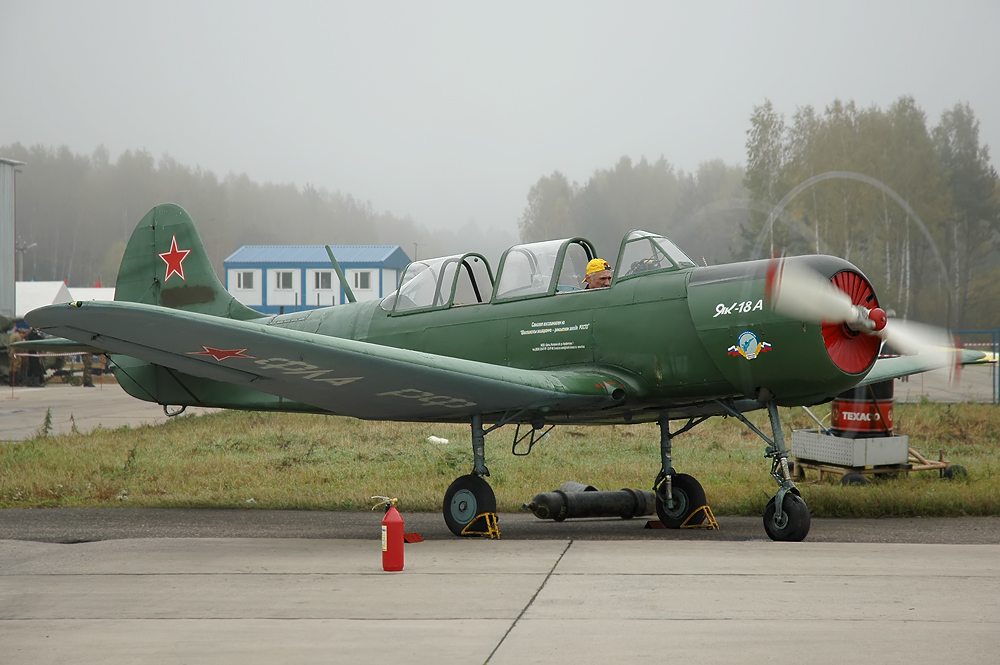
Jak-18A met neuswiel

- Jak-18 – Eerste serieversie uit 1947 met een 160 pK sterke M-11FR-stermotor. Seriebouw van 1947 tot 1953 in de staatsvliegtuigfabriek van Charkiv.

- Jak-18U – Tweede serieversie, vanaf 1954/55 (samen met de Jak-18: 5680 stuks). Had neuswielaandrijving en een verlengde romp.

- Jak-18A (ook Jak-20) – Getest vanaf 1957; geproduceerd tot 1967 (950 stuks). Dit was de eerste versie met de 260 pk sterke Ivtsjenko AI-14R-stermotor en verstelbare schroef (V-530-serie).

- Jak-18P – Eerste eenzitslesvliegtuig dat geschikt was voor kunstvliegen.

- Jak-18PM – Een sterk aangepaste eenzitskustvlieger: De cockpit werd naar achteren gezet en de V-stelling van de draagvlakken werd verminderd. Behoorde in de jaren 1950-60 tot de meest gebruikte vliegtuigen voor vliegacrobatiek. Als motor werd de ca. 300 pk sterke AI-14RF-startmotor gebruikt.

- Jak-18PS – Grotendeels overeenkomend met de Jak-18PM, maar uitgerust met een stermotor en een inklapbaar landingsgestel.

- Jak-18T – Uitgerust met een sterk aangepaste cabine, waarin piloot en vliegpassagier naast elkaar zaten en waarin ruimte was voor nog twee passagiers op een achterbank. In 1967 werd dit model voor het eerst tentoongesteld op de Paris Air Show in Le Bourget. De vierzitter werd vooral in Oost-Europa ingezet, bijvoorbeeld als lesvliegtuig, licht transportvliegtuig en voor de controle van pijpleidingen. Het oorspronkelijke doel was de inzet als lesvliegtuig voor leerling-piloten van Aeroflot. De toentertijd nog ongebruikelijke stuurknuppel vormt hiervan een zichtbaar element. De 18T is geschikt voor kunstvliegen en IFR en wordt eveneens aangedreven door een AI-14RF.

- CJ-5 – Chinese licentiebouw